# Франка Раме
Франка Раме (італ. Franca Rame, 18 липня 1929 — 29 травня 2013) — італійська акторка, драматургиня, театральна діячка, феміністка та політична діячка.

## Життєпис
Народилася у 1929 році в театральній родині з багатими традиціями. Вперше опинилася на сцені ще в грудному віці. 
З Даріо Фо, з яким вона одружилася у 1954 році, у 1958 році створила знаменитий театр, що мав винятковий успіх у широкої публіки. Рамі у співавторстві з Фо написала ряд п'єс та інших творів для театру. 
Протягом усього життя активно займалася політикою та громадською діяльністю, зокрема, була видною членкинею феміністського руху у 1970-ті. 
Пережила викрадення і зґвалтування групою правих екстремістів у 1973 році. 
У 2006 році була обрана до Сенату італійського парламенту від партії «Італія цінностей», однак склала з себе повноваження парламентарки у 2008 році. 
Востаннє вийшла на сцену у березні 2012 року разом з Фо в знаменитому спектаклі «Містерія-Буф».